# Diocesi di Myitkyina
La diocesi di Myitkyina (in latino Dioecesis Myitkyinaënsis) è una sede della Chiesa cattolica in Birmania suffraganea dell'arcidiocesi di Mandalay. Nel 2023 contava 91.055 battezzati su 1.206.580 abitanti. È retta dal vescovo Mung-ngawn La Sam, M.F.

## Territorio
La diocesi comprende parte dello stato Kachin, dello stato Shan e della regione di Sagaing.
Sede vescovile è la città di Myitkyina, dove si trova la cattedrale di San Colombano.
Il territorio è suddiviso in 27 parrocchie.

## Storia
La prefettura apostolica di Bhamo fu eretta il 5 gennaio 1939 con la bolla Birmaniae Septemtrionalis di papa Pio XI, ricavandone il territorio dal vicariato apostolico della Birmania Settentrionale (oggi arcidiocesi di Mandalay).
Il 21 febbraio 1961 in forza della bolla Quod sacrum di papa Giovanni XXIII è stata elevata a diocesi e ha assunto il nome attuale, in seguito al trasferimento della sede vescovile.
Il 28 agosto 2006 ha ceduto una porzione del suo territorio a vantaggio dell'erezione della diocesi di Banmaw.

## Cronotassi dei vescovi
Si omettono i periodi di sede vacante non superiori ai 2 anni o non storicamente accertati.
- Patrick Usher, S.S.C.M.E. † (7 gennaio 1939 - 13 ottobre 1958 deceduto)
- John James Howe, S.S.C.M.E. † (18 luglio 1959 - 9 dicembre 1976 dimesso)
- Paul Zingtung Grawng † (9 dicembre 1976 - 24 maggio 2003 nominato arcivescovo di Mandalay)
- Francis Daw Tang (3 dicembre 2004 - 18 novembre 2020 dimesso)[2]
  - Sede vacante (2020-2024)[3]
- Mung-ngawn La Sam, M.F., dal 29 ottobre 2024

## Statistiche
La diocesi nel 2023 su una popolazione di 1.206.580 persone contava 91.055 battezzati, corrispondenti al 7,5% del totale.
| anno | popolazione | popolazione | popolazione | presbiteri | presbiteri | presbiteri | presbiteri                | diaconi | religiosi | religiosi | parrocchie |
| anno | battezzati  | totale      | %           | numero     | secolari   | regolari   | battezzati per presbitero | diaconi | uomini    | donne     | parrocchie |
| ---- | ----------- | ----------- | ----------- | ---------- | ---------- | ---------- | ------------------------- | ------- | --------- | --------- | ---------- |
| 1950 | 3.570       | 508.526     | 0,7         | 34         | 34         |            | 105                       |         |           | 26        | 18         |
| 1970 | 33.941      | 775.000     | 4,4         |            |            |            |                           |         |           | 29        | 19         |
| 1980 | 52.280      | 821.000     | 6,4         | 15         | 15         |            | 3.485                     |         |           | 40        | 18         |
| 1990 | 68.732      | 1.028.000   | 6,7         | 20         | 20         |            | 3.436                     |         | 2         | 68        | 19         |
| 1999 | 89.181      | 1.500.000   | 5,9         | 35         | 35         |            | 2.548                     |         | 6         | 94        | 25         |
| 2000 | 93.087      | 1.600.000   | 5,8         | 36         | 36         |            | 2.585                     |         | 6         | 96        | 25         |
| 2001 | 94.190      | 1.600.000   | 5,9         | 36         | 36         |            | 2.616                     |         | 6         | 103       | 25         |
| 2002 | 90.460      | 2.000.000   | 4,5         | 42         | 42         |            | 2.153                     |         | 6         | 110       | 23         |
| 2003 | 92.676      | 2.000.000   | 4,6         | 46         | 46         |            | 2.014                     |         | 6         | 117       | 26         |
| 2004 | 98.351      | 2.000.000   | 4,9         | 42         | 42         |            | 2.341                     |         | 6         | 119       | 27         |
| 2006 | 72.930      | 1.545.454   | 4,7         | 39         | 33         | 6          | 1.870                     |         | 2         | 70        | 17         |
| 2013 | 86.608      | 1.108.000   | 7,8         | 39         | 37         | 2          | 2.220                     |         | 6         | 96        | 19         |
| 2016 | 85.856      | 1.135.661   | 7,6         | 36         | 35         | 1          | 2.384                     |         | 5         | 126       | 20         |
| 2019 | 89.821      | 1.166.440   | 7,7         | 52         | 41         | 11         | 1.727                     |         | 18        | 129       | 22         |
| 2021 | 96.293      | 1.187.150   | 8,1         | 62         | 50         | 12         | 1.553                     |         | 15        | 123       | 26         |
| 2023 | 91.055      | 1.206.580   | 7,5         | 65         | 54         | 11         | 1.400                     |         | 16        | 168       | 27         |